# Manuel do Monte Rodrigues de Araújo
Dom Manuel do Monte Rodrigues de Araújo, primeiro e único Conde de Irajá, (Recife, 17 de março de 1798 — Rio de Janeiro, 11 de junho de 1863) foi um político e religioso católico brasileiro, filho de João Rodrigues de Araújo e de Catarina Ferreira de Araújo.
Dom Manuel era político, foi professor de teologia durante dezesseis anos no seminário de Olinda, deputado provincial na Assembleia Geral duas vezes, pela província do Pernambuco, nas 3.ª e 4.ª legislaturas (1834-1841), e pelo Rio de Janeiro na 6.ª legislatura (1845-1847).
Capelão-mor do Imperador D. Pedro I e de D. Pedro II, sagrou e deu a bênção nupcial a D. Pedro II e a Imperatriz D. Teresa Cristina de Bourbon-Duas Sicílias e às princesas D. Januária e D. Francisca e batizou os príncipes imperiais, D. Afonso, D. Isabel, D. Leopoldina e D. Pedro de Bragança e Bourbon (homônimo do avô). 
Era prelado doméstico, assistente ao Solio Pontifício, nono bispo do Rio de Janeiro, confirmado por bula do Papa Gregório XVI, tomando posse em 1840; membro do Instituto Histórico e Geográfico Brasileiro(IHGB), da Academia de Ciências e Artes de Roma.
Foi condecorado com a Grã-Cruz da Ordem de São Januário, da Ordem de Francisco I, grande dignitário da Imperial Ordem da Rosa.
Foi agraciado com o título nobiliárquico de conde de Irajá, através de decreto imperial de 25 de março de 1845.
Autor de várias obras de teologia e moral entre elas do "Compêndio de Teologia Moral e Elementos de Direito Eclesiástico", que foi rejeitado pela cúria romano por ser considerado regalista/galicanista, e foi incluído no Index Librorum Prohibitorum. 
Faleceu em 11 de junho de 1863, "meia hora depois da meia noite do dia 10".